# Montolieu
Montolieu (en occitan Montoliu) là một xã của Pháp, nằm ở tỉnh Aude trong vùng Occitanie.
Người dân địa phương trong tiếng Pháp gọi là Montolivains.

## Hành chính
| Danh sách các xã trưởng                |                  |                  |      |         |
| Giai đoạn                              | Giai đoạn        | Tên              | Đảng | Tư cách |
| tháng 3 năm 1977                       | tháng 3 năm 1983 |                  |      |         |
| tháng 3 năm 1983                       | tháng 3 năm 1989 |                  |      |         |
| tháng 3 năm 1989                       | tháng 6 năm 1995 | Claude Courrière |      |         |
| tháng 6 năm 1995                       | tháng 3 năm 2008 | Max Delperier    |      |         |
| tháng 3 năm 2008                       |                  | Edouard Ricard   |      |         |
| Tất cả các dữ liệu trước đây không rõ. |                  |                  |      |         |

## Thông tin nhân khẩu
| 1793 | 1800 | 1806 | 1821 | 1831 | 1836 | 1841 | 1846 | 1851 |
| ---- | ---- | ---- | ---- | ---- | ---- | ---- | ---- | ---- |
| 1410 | 1421 | 1457 | 1644 | 1727 | 1758 | 1650 | 1529 | 1575 |

| 1856 | 1861 | 1866 | 1872 | 1876 | 1881 | 1886 | 1891 | 1896 |
| ---- | ---- | ---- | ---- | ---- | ---- | ---- | ---- | ---- |
| 1481 | 1402 | 1508 | 1528 | 1468 | 1414 | 1411 | 1407 | 1458 |

| 1901 | 1906 | 1911 | 1921 | 1926 | 1931 | 1936 | 1946 | 1954 |
| ---- | ---- | ---- | ---- | ---- | ---- | ---- | ---- | ---- |
| 1480 | 1465 | 1260 | 1070 | 1032 | 1064 | 1035 | 1016 | 986  |

| 1962                                         | 1968 | 1975 | 1982 | 1990 | 1999 | - | - | - |
| -------------------------------------------- | ---- | ---- | ---- | ---- | ---- | - | - | - |
| 899                                          | 896  | 837  | 852  | 807  | 786  | - | - | - |
| Số liệu kể từ 1962 : dân số không tính trùng |      |      |      |      |      |   |   |   |

Graphique d'évolution de la population 1794-1999